# Flughafen Supadio

i8
i11
i13
Der Internationale Flughafen Supadio (indonesisch Bandara Internasional Supadio, IATA-Code: PNK, ICAO-Code: WIOO) liegt rund 17 Kilometer von Pontianak, der Hauptstadt der Provinz Kalimantan Barat. Derzeit befindet sich der Flughafen im Aufbau mit einem neuen Abfertigungsgebäude und der Erweiterung der Start- und Landebahn, um der internationalen Anforderung gerecht zu werden.

## Geschichte
Er wurde 1940 während der Kolonialzeit mit der Bezeichnung Flugfeld Sungai Durian eröffnet und 1980 in Flughafen Supadio umbenannt. Eine weitere Umbenennung zum internationalen Flughafen Sultan Hamid II wurde 2006 vorgeschlagen aber dann wieder verworfen.

## Fluggesellschaften und Ziele
Im Jahre 2000 wurde zum ersten Mal eine internationale Flugstrecke von Flughafen Supadio nach Flughafen Kuching (Malaysia) eröffnet.
| Fluggesellschaft        | Flugziele                                                        |
| ----------------------- | ---------------------------------------------------------------- |
| Aviastar Mandiri        | Jakarta, Ketapang                                                |
| Garuda Indonesia        | Jakarta                                                          |
| Indonesia Air Transport | Ketapang, Putussibau, Solo                                       |
| Kal Star Aviation       | Banjarmasin, Ketapang, Pangkalanbun, Putussibau, Sampit, Sintang |
| Lion Air                | Jakarta                                                          |
| MASwings                | Kuching                                                          |
| Sriwijaya Air           | Jakarta                                                          |
| Trigana Air Service     | Banjarmasin, Ketapang, Natuna, Pangkalanbun, Semarang            |

## Zwischenfälle
- Am 26. September 1994 (nach anderen Angaben am 26. November) wurde eine Viscount 843 der indonesischen Bouraq Indonesia Airlines (Luftfahrzeugkennzeichen (PK-IVU)) bei der Landung auf dem Flughafen Pontianak schwer beschädigt. Die beiden Piloten (die einzigen Insassen) überlebten. Nach einem Überführungsflug zum Flughafen Jakarta-Cengkareng wurde das Flugzeug dort als irreparabel stillgelegt.[1]

- Am 2. November 2010 überrollte eine Boeing 737-400 der Lion Air (PK-LIQ) das Landebahnende bei der Landung auf dem Flughafen Pontianak. Alle 174 Passagiere und Besatzungsmitglieder konnten mit Notrutschen evakuiert werden. Nur wenige Verletzungen wurden dabei gemeldet.[2]

- Am 1. Juni 2012 rutschte bei starkem Regen eine Boeing 737-400 der Fluggesellschaft Sriwijaya Air (PK-CJV) von der Landebahn am Flughafen Pontianak. Zwar wurde niemand dabei verletzt, aber das Flugzeug wurde irreparabel beschädigt.[3]